# Olga Walló
Olga Walló (* 10. září 1948, Praha) je česká dabingová režisérka, psycholožka, překladatelka a spisovatelka, dcera režiséra K. M. Walló.
Jako dabingová režisérka pracovala zhruba na stovce celovečerních filmů. V současné době přednáší dabing na filmové akademii v Písku, věnuje se i své původní profesi psychoterapeutky, dále pracuje jako překladatelka (z 5 jazyků, např. povídky Lenky Reinerové Bez adresy), věnuje se i své vlastní literární tvorbě.

## Ocenění
- 1997 – Dabingová cena Františka Filipovského, kategorie Cena za mimořádné dabingové zpracování hodnotného audiovizuálního díla – film Spartakus[1]

## Literární dílo
- Dlouhá zima, poezie, 1997
- Věže Svatého Ducha, trilogie, 1999–2000
- Sekundární zisky: neutíkejte před rakovinou prsu, Gutenberg 2005, ISBN 80-86349-21-7
- Kráčel po nestejně napjatých lanech, 2007, ISBN 978-80-85935-59-2
- Jak jsem zabila maminku, 2008, ISBN 978-80-85935-95-0
- Na počátku byl kůň, 2010, ISBN 978-80-87260-05-0
- Jak nebýt v New Yorku: divná ženská za mořem, 2010, ISBN 978-80-7376-191-2
- Muž, který polykal vítr, 2012, ISBN 978-80-87260-44-9
- Příběhy zvířat, 2015, ISBN 978-80-88088-06-6

### Překlady
Překládala z pěti jazyků. Literární díla především z angličtiny a němčiny.